# Wilków (powiat Złotoryjski)
Wilków (Duits: Wolfsdorf) is een dorp in de Poolse woiwodschap Neder-Silezië. De plaats maakt deel uit van de gemeente Złotoryja en telt 830 inwoners.